# Felipe del Mestre
Felipe Del Mestre (Buenos Aires, 25 de septiembre de 1993) es un jugador argentino de rugby 7 que se desempeña como full back. Inició su carrera deportiva en el Club Pucará. Formó parte de la Selección de rugby 7 de Argentina que ganó la medalla de bronce en los Juegos Olímpicos de Tokio 2020 y de los Juegos Panamericanos de Lima 2019.

## Clubes
| Club                | País      | Tipo        |
| ------------------- | --------- | ----------- |
| Club Pucará         | Argentina | Amateur     |
| Monaco Rugby Sevens | Monaco    | Profesional |

## Palmarés
- Medalla de bronce en los Juegos Olímpicos de Tokio 2020[2]